# Weihenzell
Weihenzell est une commune de Bavière (Allemagne), située dans l'arrondissement d'Ansbach et le district de Moyenne-Franconie.

## Géographie

Situation de Weihenzell (en rouge) dans l'arrondissement d'Ansbach

Weihenzell est située dans le Parc naturel de Fränkenhohe, à 7,5 km au nord-est d'Ansbach, le chef-lieu de l'arrondissement.
Weuhenzell est le siège de la communauté administrative de Weihenzell qui regroupe les trois communes de Bruckberg, Rügland et Weihenzell et comptait 5 449 habitants en 2005 pour une superficie de 73,69 km2.

## Histoire

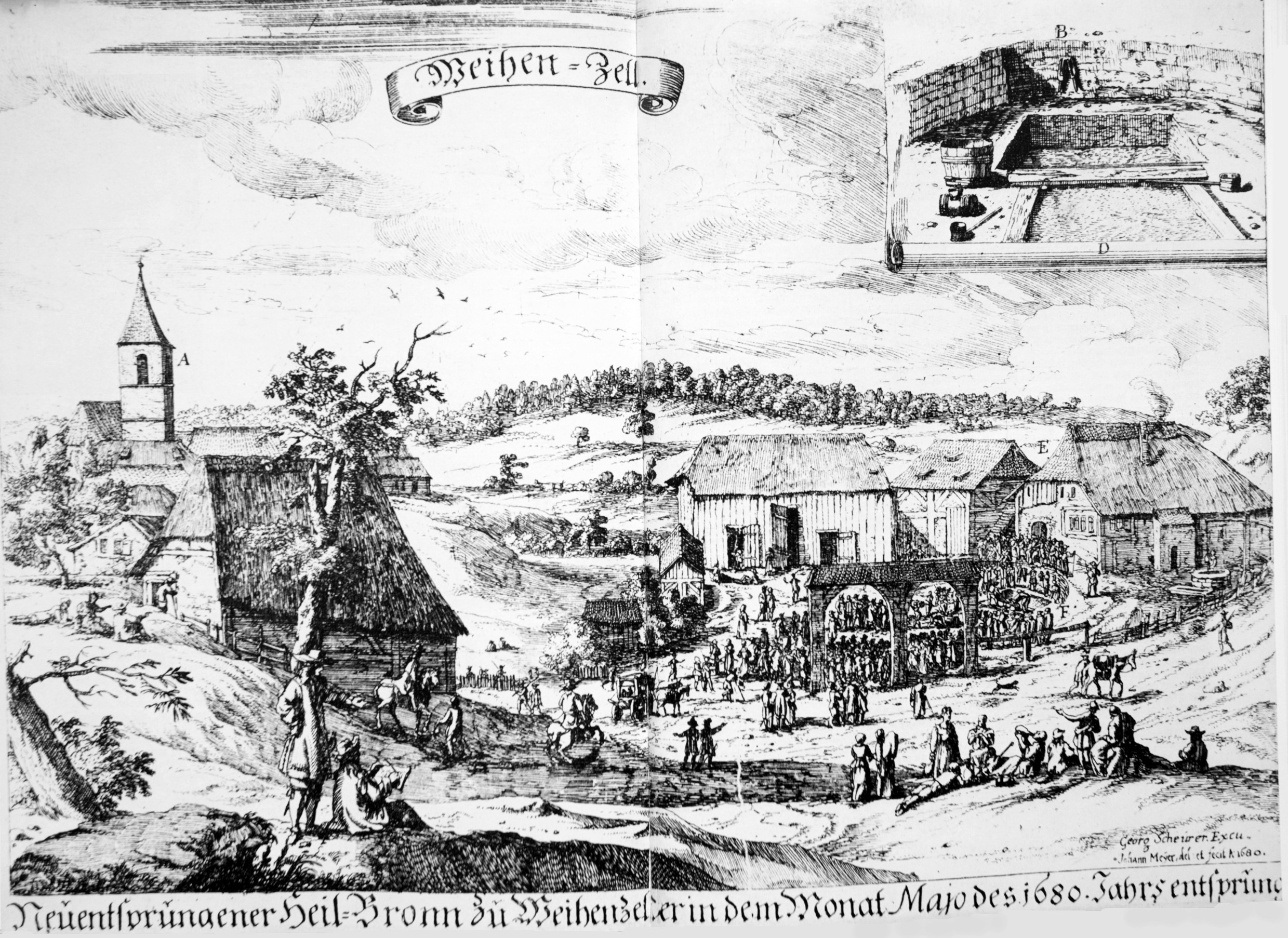
Gravure de Weihenzell en 1680

La première mention écrite du village de Weihenzell date de 1299 dans un document de l'évêché de Wurtzbourg. Le village a fait partie de la principauté d'Ansbach, elle est devenue prussienne en 1792 et a été intégrée au royaume de Bavière en 1806.
Weihenzell a été érigée en commune lors de la réforme administrative de la Bavière en 1818.
Communes incorporées à la commune de Weihenzell :
- 1971, Forst
- 1972, Haasgang
- 1974, Grüb, Wernsbach bei Ansbach
- 1978, Vestenberg

## Démographie
| 1910   | 1933   | 1939   | 1950  | 1961  | 1979  | 2003  | 2009  |
| ------ | ------ | ------ | ----- | ----- | ----- | ----- | ----- |
| 2 092, | 2 025, | 1 880, | 1 982 | 1 636 | 1 754 | 2 807 | 2 820 |

## Jumelage
Saint-Laurent-sur-Gorre (France) dans le département de la Haute-Vienne, en Nouvelle-Aquitaine